# Karl Klemens della Croce

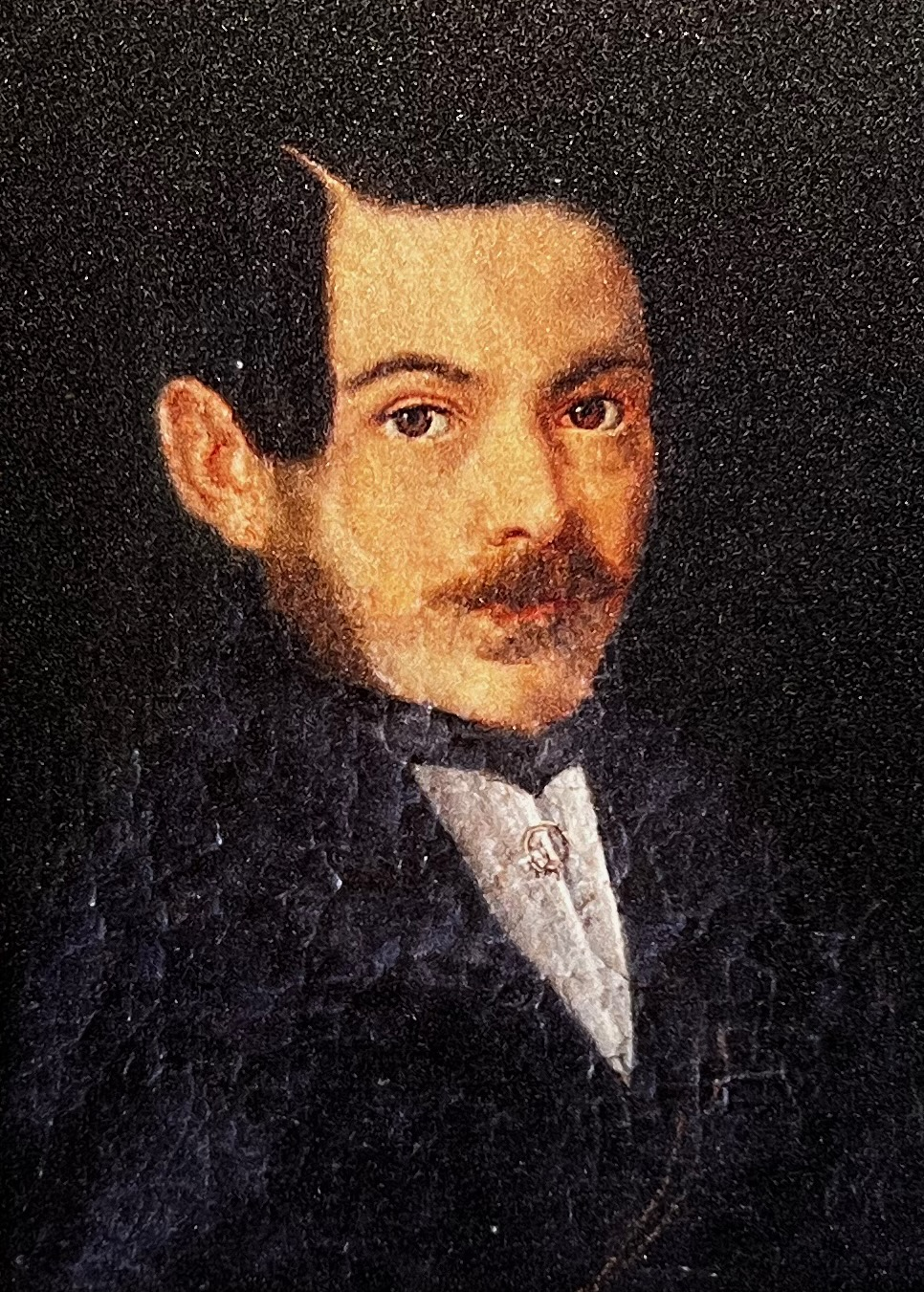
Karl Klemens della Croce

Karl Klemens della Croce (* 1816; † 1891) war ein deutscher Maler und Fotograf.

## Leben

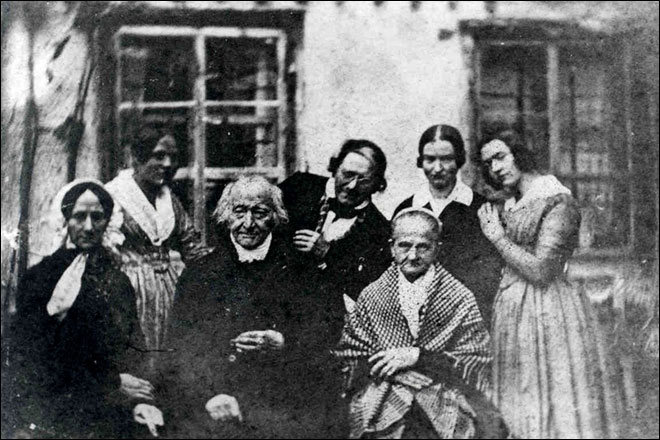
Fotografie der Familie Keller aus Altötting. Links vermutlich Constanze Mozart.

Karl Klemens della Croce kam als fünftes Kind des Burghauser Malers Clemens Evangelist della Croce und seiner Frau Josepha Carolina Beck 1816 zur Welt. Er ist damit der Enkel des bekannten Malers Johann Nepomuk della Croce. Sein Vater starb bereits 1823 und die Werkstatt wurde von dem Maler Johann Babtist Detter geführt, bei dem Karl Klemens eine erste Ausbildung absolvierte. Er besuchte 1833 die K. B. Polytechnische Zentralschule in München und studierte an der Akademie der Bildenden Künste. Nachdem er die Wehrpflicht abgeleistet hatte, erhielt er am 3. Juli 1840 die Bürgerrechte in Burghausen und übernahm die Werkstatt von seiner Mutter. Etwa gleichzeitig übernahm er das Lehramt an der Burghauser Zeichnungsschule. Am 20. November des gleichen Jahres ehelichte er die Bürgermeistertochter Franziska Clementine Loferer (1810–1846). Diese verstarb nach der Geburt ihres vierten Kindes. Am 18. Mai 1847 heiratete er seine zweite Frau Maria Franziska Binter (1814–1879), mit der er drei Kinder hatte. Della Croce führte verschiedene Maler- und Restaurierungsarbeiten in der Studienkirche St. Josef und der Aula des ehemaligen Jesuitenkollegs in Burghausen aus. Vermutlich während seines Studiums kam della Croce mit der damals neuen Technologie der Fotografie in Berührung und bot seine Dienste als Daguerreotypist an. Es wird diskutiert, dass er im Oktober 1840 ein Foto von Constanze Mozart, der Witwe von Wolfgang Amadeus Mozart, aufgenommen habe. Das Bild wäre demnach eine der ältesten fotografischen Aufnahmen in Bayern.

## Nachfolge
Nach dem Tod della Croces 1891 bewarb sich sein ältester Sohn Clement della Croce um seine Nachfolge. Der im Feldzug gegen Frankreich 1870/71 schwer verwundete Künstler litt jedoch danach an labilen und depressiven Gemütszuständen, weshalb ihm dies verwehrt wurde. Er wurde 1892 entmündigt und starb 1894 in der Krankenanstalt Garbersee.